# Jeux de l'Amitié (1984)
Pour l’article homonyme, voir Jeux de l'Amitié (1960-1963).
Navigation
Édition suivante
Les Jeux de l'Amitié ou Amitié-84 (en russe : Дружба-84, Droujba-84) sont une compétition multisports se déroulant du 2 juillet au 16 septembre 1984 dans neuf États communistes qui boycottent les Jeux olympiques d'été de 1984 organisés à Los Angeles.
Bien que les organisateurs rejettent cette idée, pour éviter les conflits avec le Comité international olympique,, cette compétition est souvent qualifiée de « Jeux olympiques alternatifs » du bloc de l'Est,,,. Quarante-neuf pays participent aux Jeux de l'Amitié. Les pays ayant boycotté les Jeux sont représentés par leurs meilleurs athlètes ; les autres envoient des équipes réserves composées d'athlètes ne s'étant pas qualifiés pour les Jeux olympiques.
En 2023, la Russie annonce le retour de la compétition pour l'année olympique 2024, alors que les sportifs russes et biélorusses sont exclus ou contraints de participer sous bannière neutre à un grand nombre de compétitions internationales depuis l'invasion de l'Ukraine par la Russie.

## Déroulement
Les épreuves se déroulent dans neuf pays (Allemagne de l'Est, Bulgarie, Corée du Nord, Cuba, Hongrie, Mongolie, Pologne, Tchécoslovaquie et Union soviétique) entre le 2 juillet et le 16 septembre 1984. À l'exception du saut d'obstacles en équitation, aucune épreuve ne se déroule pendant les Jeux olympiques de Los Angeles (organisés du 28 juillet au 12 août).
Les Jeux comprennent 22 disciplines olympiques (toutes à part le football et la natation synchronisée) ainsi que le tennis de table, le tennis et le sambo.

## Disciplines
- Athlétisme aux Jeux de l'Amitié
- Cyclisme aux Jeux de l'Amitié de 1984
- Handball aux Jeux de l'Amitié (en)

## Pays participants

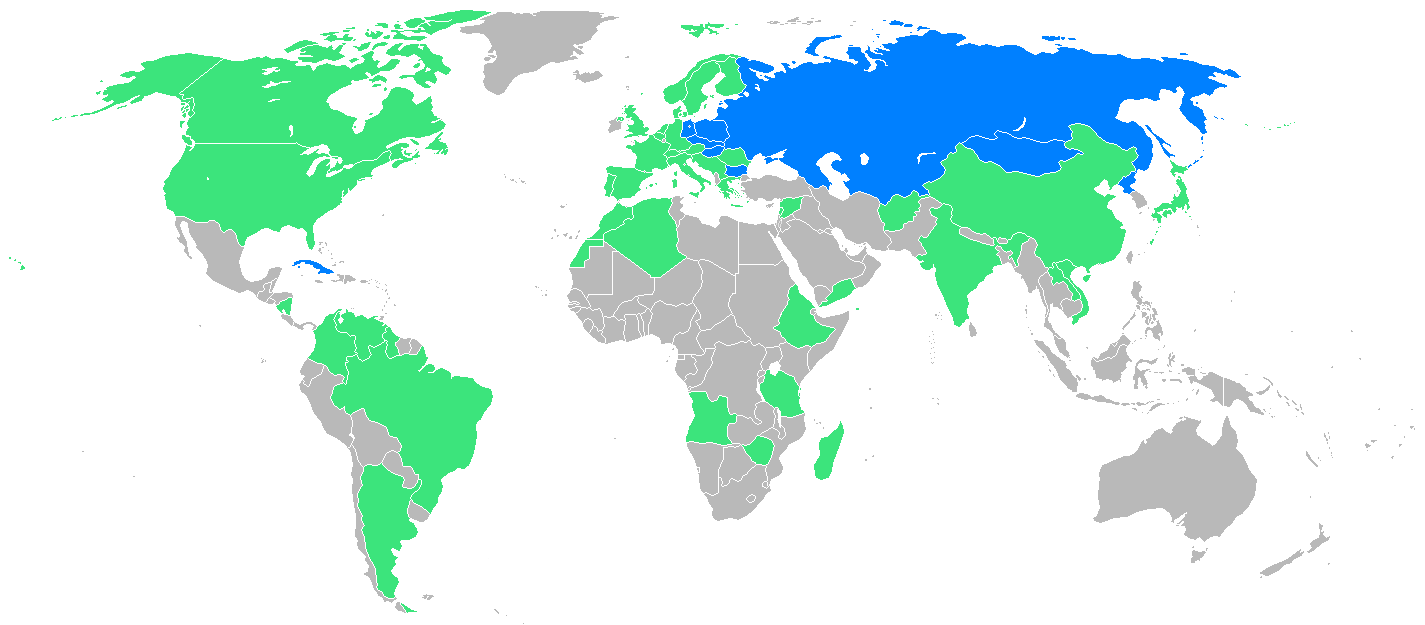
Les pays hôtes sont en bleu sur cette carte et les autres nations sont en vert.

- Afghanistan
- Algérie
- Angola
- Allemagne de l'Ouest
- Allemagne de l'Est
- Argentine
- Autriche
- Belgique
- Brésil
- Bulgarie
- Canada
- Chine
- Colombie
- Corée du Nord
- Cuba
- Danemark
- États-Unis
- Espagne
- Éthiopie
- Finlande
- France
- Grèce
- Guyana
- Hongrie
- Inde
- Italie
- Japon
- Laos
- Liban
- Madagascar
- Mongolie
- Maroc
- Nicaragua
- Norvège
- Pays-Bas
- Pologne
- Portugal
- Roumanie
- Royaume-Uni
- Suède
- Suisse
- Syrie
- Tanzanie
- Tchécoslovaquie
- Union soviétique
- Venezuela
- Viêt Nam
- Yémen du Sud
- Yougoslavie
- Zimbabwe

## Tableau des médailles
Le tableau suivant est basé sur les statistiques des livres Na olimpijskim szlaku 1984 et Gwiazdy sportu '84 et ne comprend pas les médailles du sambo.
| Rang  | Nation               | Or  | Argent | Bronze | Total |
| ----- | -------------------- | --- | ------ | ------ | ----- |
| 1     | Union soviétique     | 126 | 87     | 69     | 282   |
| 2     | Allemagne de l'Est   | 50  | 45     | 43     | 138   |
| 3     | Bulgarie             | 21  | 25     | 29     | 75    |
| 4     | Cuba                 | 15  | 11     | 12     | 38    |
| 5     | Hongrie              | 10  | 17     | 24     | 51    |
| 6     | Pologne              | 7   | 17     | 34     | 58    |
| 7     | Corée du Nord        | 5   | 5      | 10     | 20    |
| 8     | Tchécoslovaquie      | 2   | 18     | 28     | 48    |
| 9     | Chine                | 2   | 1      | 4      | 7     |
| 10    | Éthiopie             | 1   | 2      | 2      | 5     |
| 11    | Allemagne de l'Ouest | 1   | 1      | 1      | 3     |
| 12    | Italie               | 1   | 1      | 0      | 2     |
| 13    | Japon                | 1   | 0      | 0      | 1     |
| 14    | Mongolie             | 0   | 2      | 5      | 7     |
| 15    | Canada               | 0   | 1      | 0      | 1     |
| 16    | Venezuela            | 0   | 0      | 2      | 2     |
| 17    | Finlande             | 0   | 0      | 1      | 1     |
| 17    | Suède                | 0   | 0      | 1      | 1     |
| 17    | Zimbabwe             | 0   | 0      | 1      | 1     |
| Total | Total                | 242 | 233    | 266    | 741   |